# Хейл, Брюс
Уильям Брюс Хейл (англ. William Bruce Hale; 30 августа 1918, Медфорд, Орегон, США — 30 декабря 1980, Оринда, штат Калифорния, США) — американский профессиональный баскетболист и тренер, завершивший карьеру. Чемпион НБЛ в сезоне 1946/1947 годов.

## Ранние годы
Брюс Хейл родился 30 августа 1918 года в городе Медфорд (штат Орегон), учился в средней школе Галилео в Сан-Франциско (штат Калифорния), в которой играл за местную баскетбольную команду. В 1943 году закончил в Университет Санта-Клары, где в течение четырёх лет играл за команду «Санта-Клара Бронкос». При Хейле «Бронкос» ни разу не выигрывали ни регулярный чемпионат, ни турнир конференции Independent, а также ни разу не выходили в плей-офф студенческого чемпионата США.

## Профессиональная карьера
Играл на позиции лёгкого форварда и атакующего защитника. В 1944 году Брюс Хейл заключил соглашение с командой «Дейтон Дайв Бомберс». Позже выступал за команды «Чикаго Американ Гиэрс» (НБЛ), «Сент-Пол Сейнтс» (ПБЛА), «Индианаполис Каутскис / Джетс» (БАА), «Форт-Уэйн Пистонс» (БАА) и «Индианаполис Олимпианс» (НБА). Всего в НБЛ и НБА провёл по 2 сезона, а в ПБЛА и БАА — по 1 сезону. В сезоне 1946/1947 годов Хейл, будучи одноклубником Бобби Макдермотта, Джорджа Майкена, Дика Триптоу, Боба Кэлихана и Стэна Патрика, выиграл чемпионский титул в составе «Чикаго Американ Гиэрс». Всего за карьеру в НБЛ Брюс сыграл 89 игр, в которых набрал 975 очков (в среднем 11,0 за игру). Всего за карьеру в БАА/НБА Хейл сыграл 142 игры, в которых набрал 1297 очков (в среднем 9,1 за игру), сделал 49 подборов и 424 передачи. Помимо этого Хейл в составе «Американ Гиэрс» и «Каутскис» два раза участвовал во Всемирном профессиональном баскетбольном турнире, но без особого успеха.

## Тренерская карьера
В сезоне 1946/1947 годов в качестве игрока «Чикаго Американ Гиэрс» Брюс Хейл вместе с Бобби Макдермоттом был играющим тренером команды, по окончании которого привёл свой клуб к званию чемпионов НБЛ, став первым играющим тренером, выигравшим чемпионат среди профессионалов. В следующем сезоне он стал играющим тренером команды «Сент-Пол Сейнтс», выступавшей в Профессиональной баскетбольной лиги Америки (ПБЛА), которой руководил на протяжении всего девяти матчей (6 побед при 3 поражениях), после чего клуб прекратил своё существование в ноябре 1947 года, а его игроки были распределены среди действующих команд НБЛ. Хейл перебрался в команду «Индианаполис Каутскис», в которой в качестве играющего тренера провёл 48 игр и набрал 547 очков, выведя её в плей-офф с четвёртого места в Западном дивизионе, где она в первом же раунде проиграла в серии клубу «Три-Ситис Блэкхокс» со счётом 1—3. В сезоне 1948/1949 годов команда изменила своё название и стала называться «Индианаполис Джетс», которая под его руководством выиграла всего 4 матча из 17, после чего Хейл покинул свой пост, перейдя в клуб «Форт-Уэйн Золлнер Пистонс», а бразды правления взял на себя Бёрл Фриддл.
После завершения профессиональной карьеры игрока Брюс Хейл на протяжении 13 лет работал на посту главного тренера в студенческой команде «Майами Харрикейнз» (1954—1967), в которой имел положительную динамику побед и поражений (220—112). В сезоне 1959/1960 годов Хейл выиграл с «Ураганами» регулярный чемпионат конференции Independent и попутно, впервые в истории команды, вывел «Харрикейнз» в плей-офф турнира NCAA, но уже в первом раунде она проиграла команде «Вестерн Кентукки Хиллтопперс» со счётом 84—107. В сезоне 1967/1968 годов Брюс сменил прописку, перебравшись на должность главного тренера в команду «Окленд Окс», выступавшую в АБА. Под его руководством «Окс» заняли последнее место в Западном дивизионе, выиграв всего 22 игры из 78, и не попали в плей-офф, Хейл был уволен со своего поста из-за неудовлетворительных результатов команды, а на его место был назначен Алекс Ханнум, который в следующем сезоне привёл «Окс» к чемпионскому титулу. В сезоне 1970/1971 годов Брюс Хейл устроился на должность главного тренера в клуб «Сент-Мэрис Гаелс», которым руководил в течение трёх сезонов (1970—1973), но уже без особого успеха (26—52). В 1986 году Хейл был включён в Спортивный Зал Славы университета Майами.

## Семья и смерть
После завершения тренерской карьеры Хейл работал в качестве директора по маркетингу на спортивной радиостанции KNBR. Его жену звали Дорис, которая родила Брюсу дочь и двух сыновей. Его дочь Пэм была первой женой известного в прошлом баскетболиста, члена Зала славы баскетбола, Рика Бэрри, который в 1962—1965 годах выступал под руководством Хейла за «Майами Харрикейнз». Она родила ему четырёх сыновей, Скутера, Джона, Брента и Дрю, которые также выбрали баскетбольную карьеру. Брюс Хейл умер во вторник, 30 декабря 1980 года, от сердечного приступа на 63-м году жизни в своём доме в городе Оринда (штат Калифорния).

## Статистика

### Статистика в НБА
| Сезон                                                                                    | Команда                | Регулярный сезон | Регулярный сезон | Регулярный сезон | Регулярный сезон | Регулярный сезон | Регулярный сезон | Регулярный сезон | Регулярный сезон | Регулярный сезон | Регулярный сезон | Регулярный сезон | Серия плей-офф | Серия плей-офф | Серия плей-офф | Серия плей-офф | Серия плей-офф | Серия плей-офф | Серия плей-офф | Серия плей-офф | Серия плей-офф | Серия плей-офф | Серия плей-офф |
| Сезон                                                                                    | Команда                | GP               | GS               | MPG              | FG%              | 3P%              | FT%              | RPG              | APG              | SPG              | BPG              | PPG              | GP             | GS             | MPG            | FG%            | 3P%            | FT%            | RPG            | APG            | SPG            | BPG            | PPG            |
| ---------------------------------------------------------------------------------------- | ---------------------- | ---------------- | ---------------- | ---------------- | ---------------- | ---------------- | ---------------- | ---------------- | ---------------- | ---------------- | ---------------- | ---------------- | -------------- | -------------- | -------------- | -------------- | -------------- | -------------- | -------------- | -------------- | -------------- | -------------- | -------------- |
| 1948/49                                                                                  | Индианаполис Джетс     | 18               |                  |                  | 32,9             |                  | 76,1             | 0,0              | 3,8              |                  |                  | 12,6             | Не участвовал  | Не участвовал  | Не участвовал  | Не участвовал  | Не участвовал  | Не участвовал  | Не участвовал  | Не участвовал  | Не участвовал  | Не участвовал  | Не участвовал  |
| 1948/49                                                                                  | Форт-Уэйн              | 34               |                  |                  | 31,3             |                  | 75,0             | 0,0              | 2,6              |                  |                  | 9,4              | Не участвовал  | Не участвовал  | Не участвовал  | Не участвовал  | Не участвовал  | Не участвовал  | Не участвовал  | Не участвовал  | Не участвовал  | Не участвовал  | Не участвовал  |
| 1949/50                                                                                  | Индианаполис Олимпианс | 64               |                  |                  | 35,3             |                  | 78,2             | 0,0              | 3,5              |                  |                  | 10,3             | 6              |                |                | 35,0           |                | 88,2           | 0,0            | 2,8            |                |                | 7,2            |
| 1950/51                                                                                  | Индианаполис Олимпианс | 26               |                  |                  | 29,6             |                  | 60,9             | 1,9              | 1,6              |                  |                  | 3,6              | 1              |                |                | -              |                | -              | 0,0            | 0,0            |                |                | 0,0            |
|                                                                                          | Всего                  | 142              |                  |                  | 33,3             |                  | 76,3             | 0,3              | 3,0              |                  |                  | 9,1              | 7              |                |                | 35,0           |                | 88,2           | 0,0            | 2,4            |                |                | 6,1            |
| Наведите курсор мыши на аббревиатуры в заголовке таблицы, чтобы прочесть их расшифровку. |                        |                  |                  |                  |                  |                  |                  |                  |                  |                  |                  |                  |                |                |                |                |                |                |                |                |                |                |                |